# 天童大橋
天童大橋（てんどうおおはし）は、山形県山形市と天童市に架かる橋。

## 概要
山形市と天童市の境でもある立谷川に架かる橋であり、国道13号が通る。
山形バイパスの開通に合わせて1963年から工事が進められ、山形バイパスが全面開通した1968年に橋も完成した。山形バイパスが居眠り運転を防ぐために単調な直線道路を少なくし、左右に緩やかにカーブする曲線道路に設計されたことから、天童大橋もわずかではあるが弧を描くような設計となっている。
山形バイパスは開通当初2車線であったが、1972年から4車線化した。それに合わせ橋も拡幅工事が行われ、新しい下り車線が1976年、上り車線が1977年に開通した。

## 周辺
- マツキドライビングスクール山形中央校

## その他
2017年、天童大橋から上流にかけての区間で1万8000年前の埋没林が発見されている。